# 살바 바예스타
살바도르 바예스타 비알초(스페인어: Salvador Ballesta Vialcho, 아라곤 주 사라고사 ~)는 흔히 살바(스페인어: Salva)로 알려진 스페인의 전직 축구 선수로, 현역 시절 스트라이커로 활약하였다.
우아함과 활동량으로 정평이 난 골잡이로, 그는 1부 리그의 7개 구단에서 활약했는데, 특히 아틀레티코 마드리드, 발렌시아, 그리고 말라가에서 활약한 것으로 알려져 있는데, 이 중에 발렌시아 소속으로 단 한번의 우승을 경험했다. 그는 11번의 라 리가 시즌 동안 235번의 경기에 출전해 86골을 기록했는데, 세군다 디비시온에서도 126번의 경기에 출전해 52번 골망을 흔들었다.
축구 외의 영역에서 살바는 국수주의적이며 군국주의적 성향을 나타내는 것으로 알려져 있다.

## 클럽 경력
살바는 아라곤 주 사라고사 출신이다. 세비야에서 프로 무대 첫 선을 보인 그는 라싱 산탄데르에서 활약하던 1999-2000 시즌에 27골로 라 리가 최다 득점자로서 트로페오 피치치의 주인공이 되었다. 이후 그는 세군다 디비시온으로 막 강등된 아틀레티코 마드리드에서도 21골의 물오른 득점력을 과시했지만, 매트리스 제작자들은 1부 리그 승격에 실패했다.
2001년 여름, 살바는 발렌시아에 입단했는데, 5골을 기록하여 소속 구단의 31년 만의 리그 우승에 공헌하였다. 그는 이듬해에 많은 출전 기회를 얻지 못하면서 잠깐 볼턴 원더러스로 임대되었는데, 이 구단은 2002-03 시즌에 간신히 프리미어리그 강등을 면했다. 그는 2003년에서 2005년 사이에 두 차례 더 임대되었는데, 말라가로 임대되어서는 공식 경기에서 21골을 기록했고, 이 중 2003년 12월 3일에 안방에서 열린 바르셀로나와의 리그 경기에서는 해트트릭을 완성해 5-1 승리를 견인하기도 했으며, 아틀레티코 마드리드는 그 이듬해에 말라가와의 임대 계약 만료 후에 영입했다.
2007년 1월 말, 살바는 말라가에서 1부 리그 강등권에 허덕이던 레반테로 임대되었다. (레반테는 이듬해에 결국 2부 리그로 강등당했다.) 2월 4일, 그는 레알 마드리드와의 경기에서 레반테 첫 경기를 치러 1-0 결승골을 기록했다. 시즌이 끝나면서 발렌시아 연고 구단과의 계약이 만료되면서, 그는 말라가로 복귀해 7번 골망을 흔들어 소속 구단의 승격에 이바지했다.
살바는 2008-09 시즌 대부분을 반복되는 부상으로 빠졌지만, 소속 구단에 중요한 골을 넣었는데, 예를 들어 2009년 2월 8일에 벌어진 이웃 알메리아와의 경기에서는 교체로 들어가 0-2로 밀리던 안방 경기에서 2골로 3-2 승리를 견인했다. 3월 15일, 그는 또다시 1경기에서 2골을 폭발시켰는데, 2-2로 비긴 세비야와의 안방 경기에서 무승부를 이끌었다. 그는 계약이 만료되면서 말라가에서 방출되었다.
2009년 8월 이적 시장 마감을 얼마 남겨두지 않은 와중에 34세의 살바는 알바세테와 1+1 계약을 체결했다. 알바세테에서 주로 후보 선수로 보낸 1년차 후, 그는 연장 계약을 제의받지 못한 14명 중 하나로, 계약 기간이 끝나면서 방출되었고, 얼마 지나지 않아 현역에서 은퇴했다.

## 국가대표팀 경력
살바는 스페인 국가대표팀 경기에 4번 출전했는데, 첫 경기는 2000년 1월 26일에 카르타헤나에서 열린 폴란드와의 친선경기로, 그는 70분에 이스마엘 우르사이스와 교체되어 들어갔고, 스페인은 이 경기에서 3-0 완승을 거두었다.

## 감독 경력
은퇴한지 얼마 지나지 않은 후, 살바는 전 동료 프란세스크 아르나우와 함께 친정 말라가의 유소년부 감독이 되었다.
2013년 7월 11일, 그는 테르세라 디비시온에 속한 말라가 2군인 아틀레티코 말라게뇨의 감독으로 취임했다. 2년 후, 그는 계약이 만료되면서 말라가를 떠났다.
살바는 이후로도 하위 리그 구단의 감독을 맡았는데, 하엔, 모스톨레스, 그리고 알헤시라스를 지휘했다.

## 사생활
축구 외적으로, 살바는 대놓고 동료에게 극우 정치적 식견을 떠벌리는 것으로 악명이 높다. 국수주의자로 가족사보다 "조국"에 대한 사랑이 남다르다고 자부하는 그는 스페인의 국기를 축구화에 새겨놓았다. 말라가 시절, 오사수나와의 경기에서 퇴장당할 당시 바스크 민족주의자가 섞여 있는 오사수나 관중석에 "스페인 만세, 이 XX의 자식들아"(Que viva España, hijos de p*ta)라고 막말했다. 바스크 연고 구단인 레알 소시에다드의 경우에는 살바가 아노에타에서 원정 경기를 치르러 오자 "살바, 죽어" (Salva, muérete)라는 현수막을 걸었고, 살바는 카탈루냐 독립운동을 지지하는 좌측 미드필더인 올레게르 프레사스를 공개적으로 혐오했는데, 프레사스는 스스로보다 "개X"같은 것을 더 숭상한다고 발언했다.
비록 그의 축구 우상은 레알 마드리드의 우고 산체스였지만, 살바가 존경하는 인물로는 프랑코주의 전투기 조종사인 호아킨 가르시아 모라토, 루프트바페 조종사 한스-울리히 루델, 그리고 극우 쿠데타인 2·23 쿠데타의 주동자 안토니오 테헤로가 있었다. 자칭 기독교도인 그는 그러면서도 정치적이지 않다고 스스로를 부정한다.
군인 가문 출신인 살바는 호세 마리아 아스나르 총리가 군입대를 장려할 경우 이라크 전쟁에 복역할 마음이 있다고 밝혔다. 그는 고향 군헬기 사관학교의 후원자이기도 하다.
2013년 2월, 살바는 셀타 비고가 정치 성향 때문에 수석 코치직을 거절당했다고 밝혔다.

## 감독 통계
2021년 4월 4일 기준
| 구단       | 국적   | 취임            | 해임            | 기록 | 기록 | 기록 | 기록 | 기록 | 기록 | 기록 | 기록  | 주     |
| 구단       | 국적   | 취임            | 해임            | 전   | 승   | 무   | 패   | 득   | 실   | 차   | 율 %  | 주     |
| ---------- | ------ | --------------- | --------------- | ---- | ---- | ---- | ---- | ---- | ---- | ---- | ----- | ------ |
| 말라가 B   | 스페인 | 2013년 6월 12일 | 2015년 6월 1일  | 82   | 50   | 15   | 17   | 149  | 77   | +72  | 60.98 | [ 25 ] |
| 하엔       | 스페인 | 2017년 9월 26일 | 2018년 2월 22일 | 22   | 13   | 3    | 6    | 35   | 17   | +17  | 59.09 | [ 26 ] |
| 모스톨레스 | 스페인 | 2018년 6월 19일 | 2019년 6월 26일 | 42   | 23   | 8    | 11   | 43   | 28   | +15  | 54.76 | [ 27 ] |
| 알헤시라스 | 스페인 | 2020년 1월 20일 | 현임            | 26   | 12   | 8    | 6    | 30   | 27   | +3   | 46.15 | [ 28 ] |
| 합계       | 합계   | 합계            | 합계            | 172  | 98   | 34   | 40   | 256  | 149  | +107 | 56.98 | —      |

## 수상

### 클럽
발렌시아
- 라 리가: 2001–02[29]

### 국가대표팀
스페인 U-21
- UEFA U-21 축구 선수권 대회: 1998[30]

### 개인
- 트로페오 피치치
  - 라 리가: 1999–2000[4]
  - 세군다 디비시온: 2000–01[31]